# Loscos
Loscos è un comune spagnolo di 188 abitanti situato nella comunità autonoma dell'Aragona.